# Teinobasis angusticlavia
Teinobasis angusticlavia – gatunek ważki z rodziny łątkowatych (Coenagrionidae).